# Fiorde de Lyse

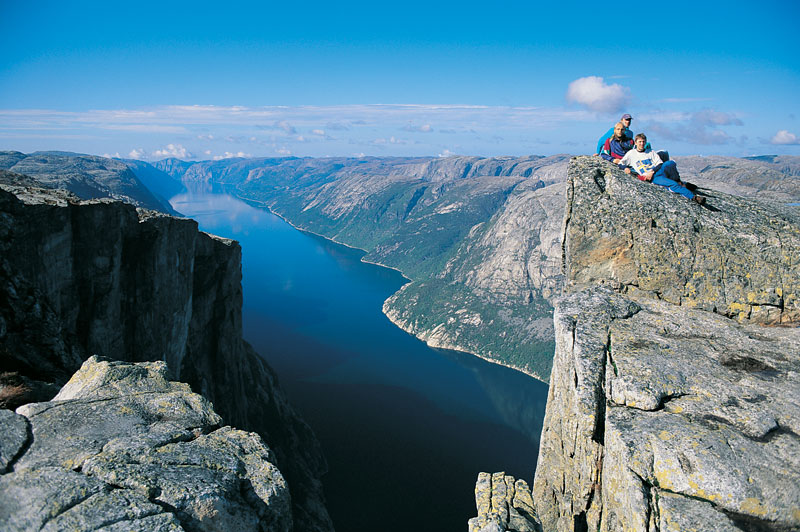
O fiorde de Lyse visto a partir do monte de Kjerag.

O Fiorde de Lyse (Lysefjorden em norueguês) é um fiorde situado em Forsand, no sudoeste da Noruega. O seu nome significa fiorde da luz, que advém do granito que dá cor aos seus flancos.
É uma atração turística extremamente popular e uma excursão feita diariamente a partir de Stavanger, local de onde partem os navios cruzeiros que percorrem todo o fiorde. No total, o fiorde de Lyse mede 42 km de comprimento, com uma altitude que se eleva até aos 422 m de altitude. Devido ao seu relevo acidentado, o fiorde é pouco povoado.
Trata-se de um fiorde profundo, cujo fundo se formou pela ação do gelo há aproximadamente 10 000 anos.